# Чемпионат мира по настольному теннису 1952
Чемпионат мира по настольному теннису 1952 года прошёл с 1 по 10 февраля в Бомбее (Индия).

## Организация чемпионата
Это был первый раз, когда в чемпионате мира приняла участие Япония, а японский игрок Хиродзи Сато был первым спортсменом в мире, кто применил на высшем уровне ракетку с резиновым (губчатым) покрытием. Из-за отдалённого расположения Индии в турнире не смогли принять участия сборные Чехословакии, Югославии и Швеции.

## Медалисты

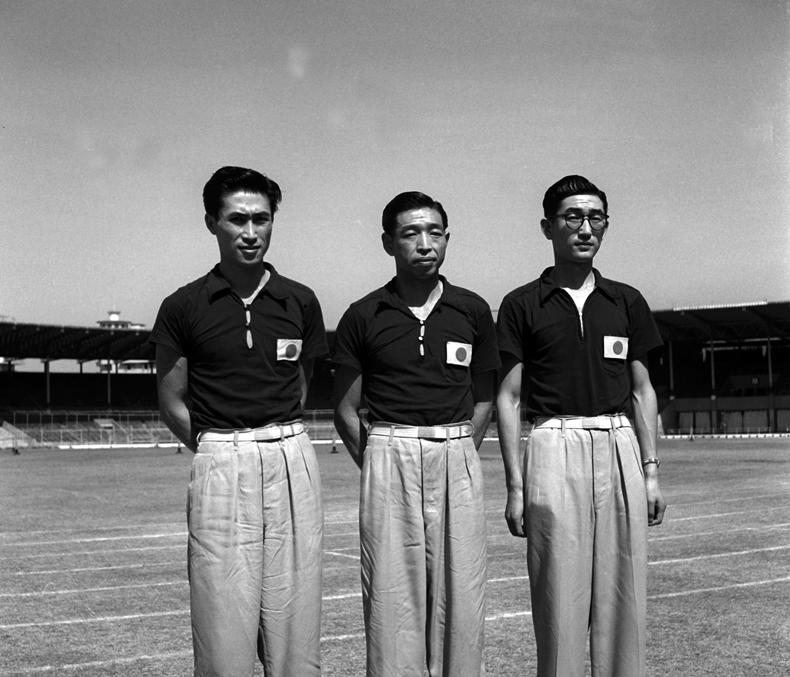
Сборная Японии 1952 года

| Разряд                   | Золото                                                                                  | Серебро                                                                         | Бронза                                                                     |
| ------------------------ | --------------------------------------------------------------------------------------- | ------------------------------------------------------------------------------- | -------------------------------------------------------------------------- |
| Мужской одиночный разряд | Хиродзи Сато                                                                            | Йожеф Коциан                                                                    | Рене Ротоф                                                                 |
| Мужской одиночный разряд | Хиродзи Сато                                                                            | Йожеф Коциан                                                                    | Ги Амуретти                                                                |
| Женский одиночный разряд | Анджелика Розяну                                                                        | Гизелла Фаркаш                                                                  | Розалин Роу                                                                |
| Женский одиночный разряд | Анджелика Розяну                                                                        | Гизелла Фаркаш                                                                  | Эрмелинде Вертль                                                           |
| Мужской парный разряд    | Норикадзу Фудзии Тадааки Хаяси                                                          | Ричард Бергман Джон Лич                                                         | Дуглас Картленд Мартин Рейсмэн                                             |
| Мужской парный разряд    | Норикадзу Фудзии Тадааки Хаяси                                                          | Ричард Бергман Джон Лич                                                         | Виктор Барна Эдриан Хейдон                                                 |
| Женский парный разряд    | Сидзуки Нарахара Томиэ Нисимура                                                         | Диана Скоулер-Роув Розалин Роу                                                  | Хелен Эллиотт Эрмелинде Вертль                                             |
| Женский парный разряд    | Сидзуки Нарахара Томиэ Нисимура                                                         | Диана Скоулер-Роув Розалин Роу                                                  | Гизелла Фаркаш Эдит Саги                                                   |
| Микст                    | Ференц Шидо Анджелика Розяну                                                            | Джонни Лич Диана Скоулер-Роув                                                   | Виктор Барна Розалин Роу                                                   |
| Микст                    | Ференц Шидо Анджелика Розяну                                                            | Джонни Лич Диана Скоулер-Роув                                                   | Йожеф Коциан Гизелла Фаркаш                                                |
| Мужской командный турнир | Венгрия · Элемер Дьетваи · Йожеф Коциан · Ференц Шидо · Кальман Сепеши · Ласло Варконьи | Англия · Ричард Бергман · Эдриан Хейдон · Джон Лич · Обри Симонс · Генри Веннер | Япония · Дайсукэ Даимон · Норикадзу Фудзии · Тадааки Хаяси · Хиродзи Сато  |
| Мужской командный турнир | Венгрия · Элемер Дьетваи · Йожеф Коциан · Ференц Шидо · Кальман Сепеши · Ласло Варконьи | Англия · Ричард Бергман · Эдриан Хейдон · Джон Лич · Обри Симонс · Генри Веннер | Гонконг · Чэн Квок Вин · Чун Чин Син · Фу Цифан · Кён Вин Нин · Сюэ Сюйчу  |
| Женский командный турнир | Япония · Сидзуки Нарахара · Томиэ Нисимура                                              | Румыния · Анджелика Розяну · Шари Сас · Элла Целлер                             | Англия · Маргарет Франкс · Диана Скоулер-Роув · Розалин Роу · Сесилия Бест |